# Corbii Mari
Corbii Mari est une commune du județ de Dâmbovița en Roumanie.